# Kalinowice Dolne
Kalinowice Dolne – wieś w Polsce położona w województwie dolnośląskim, w powiecie ząbkowickim, w gminie Ziębice.

## Podział administracyjny
W latach 1954–1959 wieś należała i była siedzibą władz gromady Kalinowice Dolne, po jej zniesieniu w gromadzie Nieszków, którą zmieniono na Ziębice w wyniku zmiany siedziby. W latach 1975–1998 miejscowość administracyjnie należała do województwa wałbrzyskiego.